# ウスパルタ
ウスパルタ（トルコ語: Isparta）はトルコ南西部にある都市。ウスパルタ県の県都である。2009年当時の人口は約19万人。アンタルヤの北110km、ブルドゥルの東25km、コンヤの西175kmに位置する。
オスマン帝国時代にはハミーダーバード（Hamidabad）と呼ばれていた。かつてはバリス（Baris）、バレオス（Bareos）の名前で呼ばれ、サバルダ（Sabarda）、ウスバルダ（Isbarda）に転訛していったと考えられている。

## 地理、気候
ウスパルタは平野部に位置し、東西をエイルディル湖とブルドゥル湖に挟まれている。季節によって気温の差が大きく、一年を通して乾燥した気候にある。
| ウスパルタの気候                                 | ウスパルタの気候 | ウスパルタの気候 | ウスパルタの気候 | ウスパルタの気候 | ウスパルタの気候 | ウスパルタの気候 | ウスパルタの気候 | ウスパルタの気候 | ウスパルタの気候 | ウスパルタの気候 | ウスパルタの気候 | ウスパルタの気候 | ウスパルタの気候 |
| 月                                               | 1月              | 2月              | 3月              | 4月              | 5月              | 6月              | 7月              | 8月              | 9月              | 10月             | 11月             | 12月             | 年               |
| ------------------------------------------------ | ---------------- | ---------------- | ---------------- | ---------------- | ---------------- | ---------------- | ---------------- | ---------------- | ---------------- | ---------------- | ---------------- | ---------------- | ---------------- |
| 最高気温記録 °C （°F）                           | 17.6 (63.7)      | 19.0 (66.2)      | 26.8 (80.2)      | 28.4 (83.1)      | 32.0 (89.6)      | 36.2 (97.2)      | 42.3 (108.1)     | 41.2 (106.2)     | 35.6 (96.1)      | 31.0 (87.8)      | 25.4 (77.7)      | 20.0 (68)        | 42.3 (108.1)     |
| 平均最高気温 °C （°F）                           | 6.4 (43.5)       | 7.6 (45.7)       | 11.7 (53.1)      | 16.5 (61.7)      | 21.7 (71.1)      | 26.6 (79.9)      | 30.4 (86.7)      | 30.5 (86.9)      | 26.5 (79.7)      | 20.5 (68.9)      | 13.9 (57)        | 8.1 (46.6)       | 18.37 (65.07)    |
| 平均最低気温 °C （°F）                           | −2.0 (28.4)      | −1.4 (29.5)      | 0.9 (33.6)       | 4.7 (40.5)       | 8.4 (47.1)       | 12.3 (54.1)      | 15.3 (59.5)      | 14.9 (58.8)      | 10.6 (51.1)      | 6.5 (43.7)       | 2.2 (36)         | −0.4 (31.3)      | 6 (42.8)         |
| 最低気温記録 °C （°F）                           | −19.2 (−2.6)     | −21.0 (−5.8)     | −18.5 (−1.3)     | −7.7 (18.1)      | −1.2 (29.8)      | 4.5 (40.1)       | 4.9 (40.8)       | 7.0 (44.6)       | −0.8 (30.6)      | −4.2 (24.4)      | −11.5 (11.3)     | −15.0 (5)        | −21 (−5.8)       |
| 降水量 mm （inch）                               | 72.7 (2.862)     | 64.8 (2.551)     | 54.3 (2.138)     | 56.1 (2.209)     | 50.1 (1.972)     | 29.5 (1.161)     | 13.5 (0.531)     | 10.5 (0.413)     | 15.6 (0.614)     | 36.4 (1.433)     | 46.1 (1.815)     | 85.6 (3.37)      | 535.2 (21.069)   |
| 平均降雨日数                                     | 8                | 9                | 7                | 7                | 7                | 5                | 2                | 1                | 3                | 5                | 5                | 9                | 68               |
| 平均月間日照時間                                 | 120.9            | 134.4            | 186              | 207              | 269.7            | 324              | 359.6            | 347.2            | 291              | 220.1            | 156              | 102.3            | 2,718.2          |
| 出典1：Devlet Meteoroloji İşleri Genel Müdürlüğü |                  |                  |                  |                  |                  |                  |                  |                  |                  |                  |                  |                  |                  |
| 出典2：Hong Kong Observatory                     |                  |                  |                  |                  |                  |                  |                  |                  |                  |                  |                  |                  |                  |

## 歴史
紀元前6世紀に建設された砦が、ウスパルタの基となったと考えられている。アケメネス朝、マケドニア王国、セレウコス朝の支配を経て、紀元前190年にローマ帝国の支配下に入った。713年と771年に東ローマ帝国（ビザンツ帝国）の支配下に置かれていたウスパルタは、アラブ人の攻撃を受けて一時占領される。1203年/04年に、ウスパルタはルーム・セルジューク朝に制圧される。
14世紀に入り、ウスパルタは外港が置かれるアンタルヤと内陸部の間を繋ぐ中継交易の拠点として発展する。ルーム・セルジューク朝滅亡後、ベイリク国家のハミド侯国がウスパルタを領有し、1391年までにウスパルタはオスマン帝国の支配下に入れられる。15世紀末にはオスマン帝国のカラマン侯国攻撃の軍事拠点として機能し、16世紀末から発生したジェラーリーの反乱では反乱勢力の拠点とされた。
第一次世界大戦後、ウスパルタは連合国の占領下に置かれることはなく、1918年からの祖国解放運動（トルコ革命）に際してトルコ人の民族運動の拠点となった。

## 経済
祖国解放運動の後、伝統的なバラ油の製造と19世紀以降開始された絨毯産業を軸としてウスパルタの復興が開始された。ウスパルタは絨毯の生産地として知られ、1924年に絨毯に使用される製糸工場が建設された。1950年代には町を通る主要道路が整備されて商業が活発化し、1960年代からは工業特区の設置などの再開発が進められている。

## 観光
ウスパルタ近郊にはダヴラズスキーセンター、ギョルジュク・カルデラ湖国立公園などの観光地が点在する。